# Abisara aita
Abisara aita é uma borboleta da família Riodinidae. Ela pode ser encontrada tanto em Sumatra como em Bornéu. Foi descrita em 1893 por Nicéville.